# Saint-Sauveur (Meurthe-et-Moselle)
Saint-Sauveur is een gemeente in het Franse departement Meurthe-et-Moselle in de regio Grand Est. De plaats maakt deel uit van het arrondissement Lunéville en sinds 15 maart 2015 van het kanton Baccarat, toen het kanton Cirey-sur-Vezouze, waar Saint-Sauveur daarvoor onder viel, werd opgeheven.

## Geografie
De oppervlakte van Saint-Sauveur bedraagt 16,7 km², de bevolkingsdichtheid is dus 2,8 inwoners per km².
De onderstaande kaart toont de ligging van Saint-Sauveur (Meurthe-et-Moselle) met de belangrijkste infrastructuur en aangrenzende gemeenten.

## Demografie
Onderstaande figuur toont het verloop van het inwonertal (bron: INSEE-tellingen).